# Arp 107
Arp 107 är en grupp galaxer på ungefär 450 miljoner ljusårs avstånd i stjärnbilden Lilla lejonet. Dessa galaxer är på väg att kollidera med varandra. 